# Symblepharis vaginata
Symblepharis vaginata là một loài Rêu trong họ Dicranaceae. Loài này được (Hook. ex Harv.) Wijk & Margad. miêu tả khoa học đầu tiên năm 1959.